# Zagładkowate
Zagładkowate (Eurytomidae) – rodzina owadów z rzędu błonkoskrzydłych i nadrodziny bleskotek. Kosmopolityczna. Opisano około 1,5 tysiąca ich gatunków, jednak faktyczną ich liczbę szacuje się na około 25 tysięcy.

## Morfologia
Błonkówki najczęściej ubarwione czarno, rudo, żółtawo lub z pomieszaniem tych barw. Z wyjątkiem dwóch rodzajów nie występuje u nich połysk metaliczny. Głowa i mezosoma zwykle są silnie zesklerotyzowane i grubo rzeźbione, rzadziej ze słabszą, ale wciąż wyraźną rzeźbą w postaci siateczkowania lub ziarenkowania.
W widoku przednim głowa jest okrągła do niemal kwadratowej, tylko u dwóch rodzajów prawie trójkątna. Nadustek zlany jest z twarzą, nieoddzielony od niej wyraźnymi szwami, i zwykle całkowicie nakrywa wargę górną. Pole malarne jest dość długie. Policzki zwykle wyposażone są w żeberka lub listewki. Potylica zwykle jest głęboko wklęśnięta. O strony grzbietowej nie występuje żeberko potyliczne. Czułki osadzone są pośrodku czoła lub w pobliżu jego środka. U prymitywniejszych rodzajów zbudowane są z 13 członów, w tym 11 członów biczyka, z których trzy nasadowe są pierścieniowate. U pozostałych rodzajów liczba członów jest zredukowana; członów pierścieniowatych są dwa, jeden lub brak wcale, a ogólna liczba członów funikulusa (części biczyka przed buławką) może wynosić 6, 5 lub 4.
Przedplecze jest węższe od głowy, co najmniej w połowie tak długie jak tarcza śródplecza, a czasem nawet od niej dłuższe. Przód przedplecza tworzy kwadratowy do prawie prostokątnego kołnierz. Notauli są kompletne lub niekompletne i wówczas częściowo w tyle zatarte. Skrzydła niemal zawsze są w pełni wykształcone, tylko wśród rodzaju Tetramesa rzadko trafiają się formy bezskrzydłe. Użyłkowanie skrzydła przedniego cechuje się krótką, czasem pogrubioną lub powiększoną w pseudostygmę żyłką marginalną, zawsze dłuższą od niej żyłką submarginalną oraz żyłką stygmalną ustawioną pod wyraźnie rozwartym kątem względem żyłki marginalnej. Z wyjątkiem rodzaju Masneroma odnóża tylnej pary mają zwykle dość małe i na przekroju prawie okrągłe biodra i stosunkowo smukłe uda. Golenie tylnej pary zawsze proste i uzbrojone w dwie ostrogi wierzchołkowe. Z wyjątkiem niektórych samców z rodzaju Boucekiana stopy wszystkich par są pięcioczłonowe. Pozatułów często ma pośrodku wcisk lub podłużny kanał.
Metasoma zwykle ma dość gładką, błyszczącą powierzchnię. Stylik jest zawsze wykształcony, ale niekiedy tak krótki, że nie widać go od zewnątrz. Na rozdęty gaster składa się siedem segmentów. Szósty tergit gaster zaopatrzony jest w parę przetchlinek, a siódmy w parę dyskowatych przysadek odwłokowych. Szczyt osłonki pokładełka z wyjątkiem rodzaju Exeurytoma nie wystaje wyraźnie poza wierzchołek odwłoka.

## Ekologia i występowanie

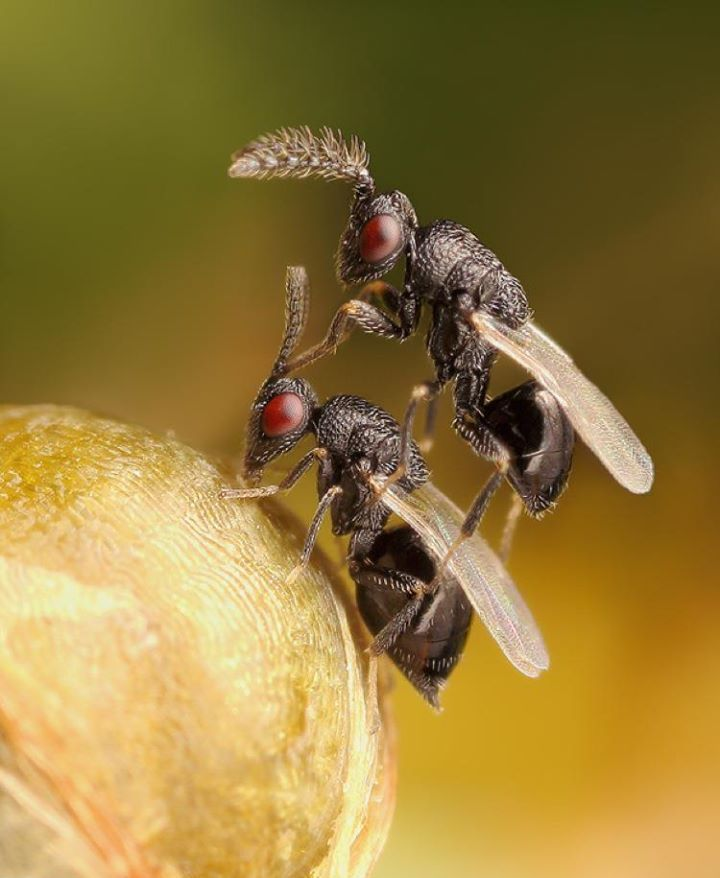
Samiec (u góry) i samica

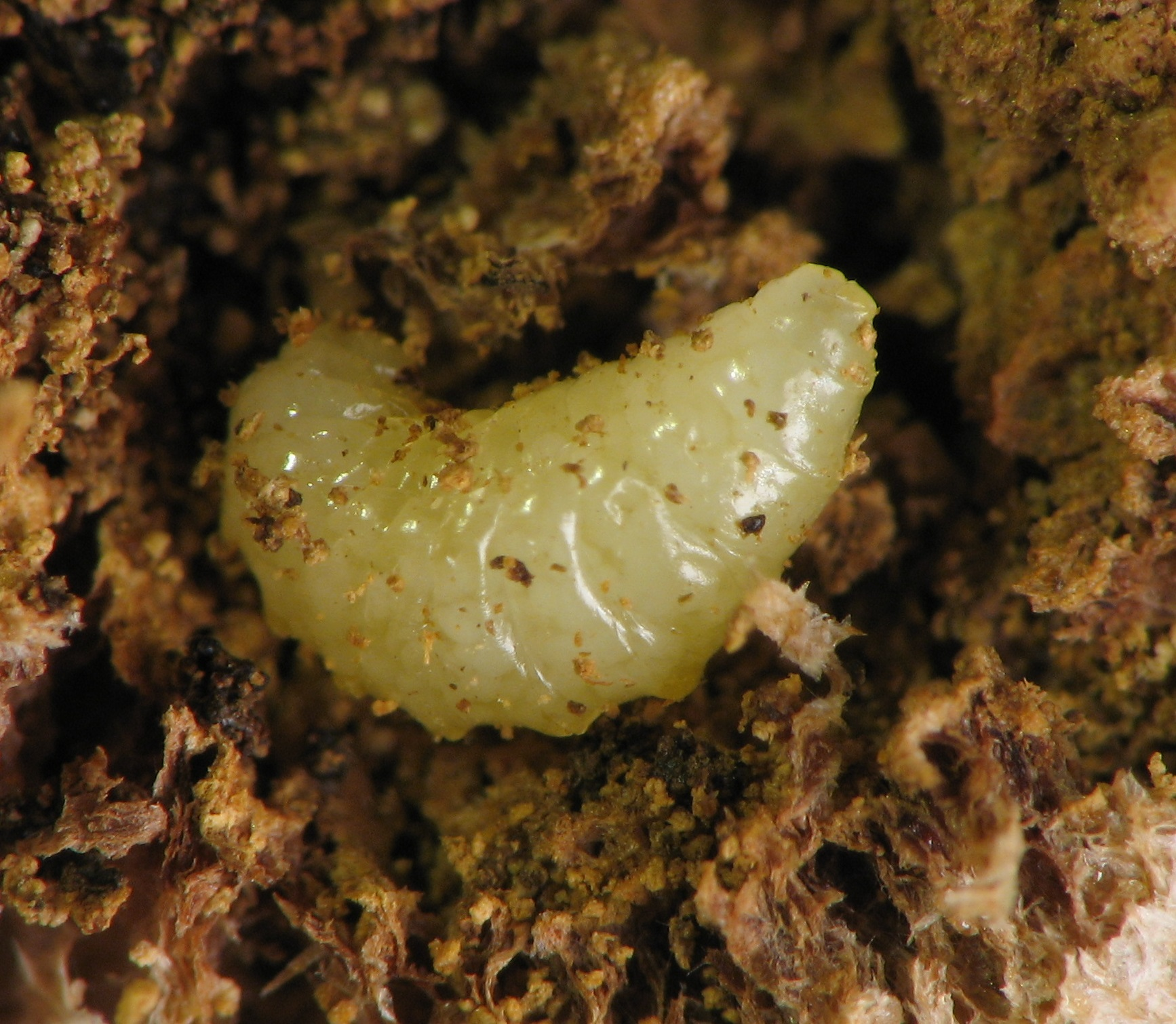
Larwa Eurytoma gigantea

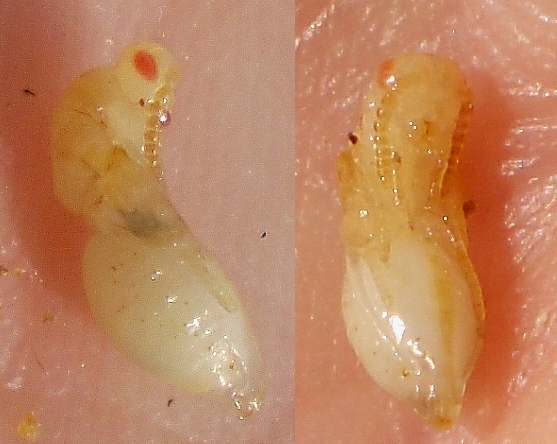
Poczwarka Eurytoma amygdali

Zagładkowate są bardzo zróżnicowane pod względem żywicieli. Larwy licznych zagładkowatych są endofitofagami, żerującymi wewnątrz roślin. Znaleźć wśród nich można gatunki rozwijające się wewnątrz nasion, drążące chodniki w łodygach lub gałęziach, minujące, indukujące powstawanie galasów lub inkwilinistycznie zasiedlające cudze galasy. Ich rośliny pokarmowe należą do co najmniej dziesięciu rodzin. Nie odbiegająca zbytnio różnorodnością gatunkową grupa zagładkowatych jest w stadium larwalnym parazytoidami (najczęściej ektoparazytoidami) jaj, larw i poczwarek rozmaitych owadów roślinożernych, np. prostoskrzydłych, pluskwiaków, chrząszczy czy muchówek. Niektóre z nich po zjedzeniu ciała żywiciela lub przed jego zjedzeniem konsumują samą roślinę, wykazując wszystkożerność. Część larw wykazuje hiperparazytoidię, żerując na żywicielach, którzy sami są parazytoidami, najczęściej na gąsienicznikowatych. Osobniki dorosłe zagładkowatych pobierają natomiast płynny pokarm.
Rodzina kosmopolityczna, znana ze wszystkich krain zoogeograficznych. Z Polski do 2018 roku wykazano 73 gatunki należące do sześciu rodzajów, jednak grupa ta jest w tym kraju słabo zbadana (zobacz też: zagładkowate Polski).

## Taksonomia

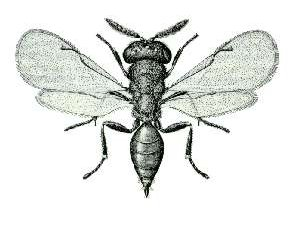
Bruchophagus roddi, rycina

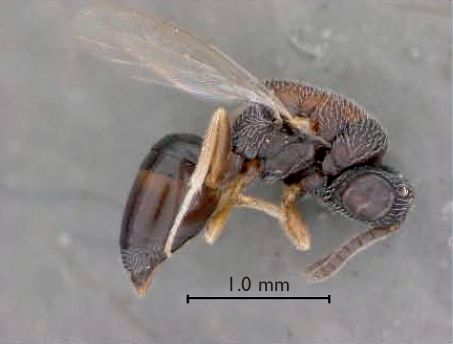
Aximopsis masneri

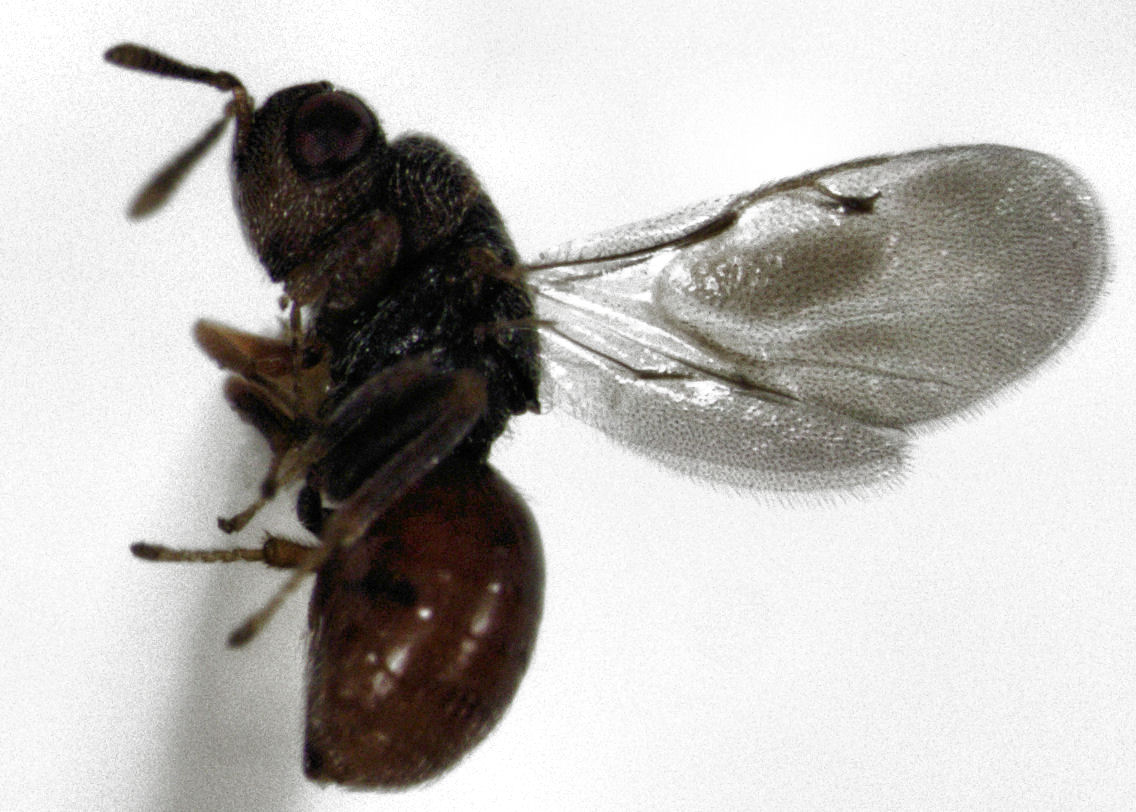
Samica z podrodziny Rileyinae

Do zagładkowatych należy około 1500 opisanych gatunków sklasyfikowanych w ponad 80 rodzajach. Faktyczną liczbę ich gatunków szacuje się jednak na około 25 tysięcy.
Takson ten wprowadzony został w 1832 roku przez Francisa Walkera na łamach „Entomological Magazine” jako obejmujący cztery rodzaje. W 1904 roku William Harris Ashmead opisał w jego obrębie 23 nowe rodzaje i podzielił zagładkowate na pięć plemion: Aximini, Eurytomini, Isosomini, Rileyini i Decatomini. W 1950 roku Charles Ferrière wyniósł ów plemiona do rangi podrodzin. Oswald Peck w 1963 roku wyróżnił wszystkie pięć podrodzin, ale w 1964 roku ograniczył system tylko do dwóch, Rileyinae i Eurytominae. W 1970 roku Edgar Frederick Riek dzielił zagładkowate na trzy podrodziny. W publikacji z 1971 roku trzy podrodziny, Heimbrinae, Prodecatominae i Philoleminae, dodane zostały do bazującego na koncepcji Ashmeada systemu przez Barnarda DeWitta Burksa, zwiększając liczbę podrodzin do ośmiu. Burks nie podał jednak ich diagnoz i wg niektórych autorów taksonów tych nie można uznać w świetle zasad ICZN za ważne. W 1978 roku B.R. Subba Rao wyróżniał tylko podrodziny Rileyinae i Eurytominae. W 1979 roku Burks wyróżniał siedem podrodzin. W 1986 roku Gerald Irving Stage i Roy R. Snelling podzielili zagładkowate na trzy podrodziny – Heimbrinae, Rileyinae i Eurytominae. W 1988 roku Maryna Zerowa wychodząc z koncepcji Ashmeada zastosowała podział zagładkowatych na siedem podrodzin: Aximinae, Burmesiinae, Eudecatominae, Eurytominae, Harmolitinae, Heimbrinae i Rileyinae. W 1995 roku Zerowa wyróżniła już tylko pięć podrodzin. W 2004 roku Chen Yan i inni postulowali wyniesienie Rileyinae do rangi odrębnej rodziny. W 2008 roku Michael W. Gates dokonał synonimizacji Burmesiinae z Eurytominae.
W 2024 roku autorzy Universal Chalcidoidea Database wyróżniają trzy podrodziny zagładkowatych:
- Eurytominae Walker, 1832,
- Heimbrinae Burks, 1971,
- Rileyinae Ashmead, 1904.

Monofiletyzm zagładkowatych bywa kwestionowany. Uzyskał on silne wsparcie w wynikach analiz Johna M. Heratyego i innych z 2013 roku oraz słabe wsparcie w wynikach analizy morfologicznej Michaela W. Gatesa z 2008 roku. Na polifiletyzm rodziny wskazały natomiast wyniki analiz Gatesa z 2005 roku, B. Campbella i innych z 2000 roku, Chen Yana i innych z 2004 roku, Hosseina Lotfalizadeh‬a z 2007 roku czy Jamesa B. Munro i innych z 2011 roku.

## Znaczenie gospodarcze
Niektóre gatunki parazytoidalne wykorzystywane są do biologicznego zwalczania szkodników. Wiele gatunków roślinożernych uchodzi za szkodniki w rolnictwie, część jednak używana jest w do biologicznej kontroli populacji chwastów i roślin inwazyjnych.